# سیمبر (شرکت هواپیمایی)
سیمبر (به انگلیسی: Cimber (airline)) یک شرکت هواپیمایی با کد یاتا QA است که در تاریخ ۱۵ مه ۲۰۱۲ میلادی تأسیس شده و در تاریخ ۱۶ مه ۲۰۱۲ فعالیتش را آغاز کرده‌است.
دفتر مرکزی سیمبر در دانمارک واقع شده‌است و قطب این شرکت هواپیمایی در فرودگاه کپنهاگ قرار دارد.